# Benjamin Corgnet
Benjamin Corgnet (Thionville, 6 april 1987) is een Frans voetballer die bij voorkeur als offensieve middenvelder speelt. Hij verruilde in juli 2013 FC Lorient voor Saint-Étienne.

## Clubcarrière
Corgnet speelde in de jeugd bij Saint-Genis Laval en Millery-Vourles. Hij debuteerde bij Monts d'Or Azergues Foot in de Championnat de France Amateurs 2, de vijfde klasse in Frankrijk. In juli 2010 haalde Dijon FCO hem daar weg. Dat verkocht Corgnet na twee seizoenen voor vier miljoen euro verkocht aan Lorient, dat hem één seizoen later met één miljoen euro winst doorverkocht aan Saint-Étienne. Corgnet tekende een vierjarig contract bij Les Verts.
1 Maubleu ·
3 Nadé ·
4 Ekwah ·
5 Abdelhamid ·
6 Bouchouari ·
7 Monconduit ·
8 Appiah ·
9 Sissoko ·
10 Tardieu ·
11 Old ·
14 Mouton ·
16 Fall ·
17 Cornud ·
18 Cafaro ·
19 Pétrot ·
20 Boakye ·
21 Batubinsika ·
22 Davitasjvili ·
23 Briançon  ·
25 Wadji ·
26 Fomba ·
27 Maçon ·
28 Miladinović ·
29 Moueffek ·
30 Larsonneur ·
32 Stassin ·
Coach: Dall'Oglio